# Neptune (Schiff, 1797)
Die Neptune, auch HMS Neptune, war ein 98-Kanonen-Linienschiff (Dreidecker) 2. Ranges und Typschiff der gleichnamigen Klasse der britischen Marine, das von 1797 bis 1818 in Dienst stand.

## Allgemeines
Eine wichtige Rolle spielte die Neptune in der Schlacht von Trafalgar unter dem Kommando von Captain Thomas Fremantle. Sie war das dritte Schiff in der von Vizeadmiral Horatio Nelson auf der Victory angeführten Luv-Linie und wurde in schwere Kämpfe verwickelt. Nach der Schlacht schleppte sie die schwer beschädigte Victory mit Nelsons Leichnam an Bord nach Gibraltar.
In der Schlacht von Trafalgar kämpften auch ein französisches Schiff mit dem Namen Neptune und ein spanisches Schiff mit dem Namen Neptuno.
Im Jahr 1809 diente sie als Flaggschiff der Flotte von Konteradmiral Sir Alexander Cochrane, die die französische Kolonie Martinique eroberte.